# Антал, Милан
| Открытые астероиды: 17 | Открытые астероиды: 17 |
| ---------------------- | ---------------------- |
| (1807) Словакия        | 20 августа 1971        |
| 3393 Štúr              | 28 ноября 1984         |
| 3730 Hurban            | 4 декабря 1983         |
| 4573 Piešťany          | 5 октября 1986         |
| (5025) 1986 TS6        | 5 октября 1986         |
| (6545) 1986 TR6        | 5 октября 1986         |
| (7641) 1986 TT6        | 5 октября 1986         |
| 9543 Nitra             | 4 декабря 1983         |
| 10293 Pribina          | 5 октября 1986         |
| 11014 Svätopluk        | 23 августа 1982        |
| 13916 Bernolák         | 23 августа 1982        |
| 16435 Fándly           | 7 ноября 1988          |
| 19955 Hollý            | 28 ноября 1984         |
| 20991 Jánkollár        | 28 ноября 1984         |
| 23444 Kukučín          | 5 октября 1986         |
| (32773) 1986 TD        | 5 октября 1986         |
| (48413) 1986 TB7       | 9 октября 1986         |

Милан Антал (словац. Milan Antal, 19 сентября 1935 — 2 октября 1999) — словацкий астроном и первооткрыватель астероидов, который работал в обсерватории Клеть. В период 1971 по 1988 год им было открыто в общей сложности 17 астероидов, восемь из которых, были открыты в Пивницкой астрономической обсерватории в городе Торунь.
В знак признания его заслуг одному из астероидов было присвоено его имя (6717) Антал.